# Alliance nationale (Tchad)
Pour les articles homonymes, voir Alliance nationale.
L'Alliance nationale est un mouvement politico-militaire tchadien fondé en mars 2008. Son président est Mahamat Nouri et son porte-parole Ali Gadaye.
Il regroupe :
- l'Union des forces pour la démocratie et le développement (formé par l'UFPD, une partie du Conseil démocratique révolutionnaire (CDR), une partie des Forces unies pour le changement (FUC), la Résistance armée contre les forces anti-démocratiques (RAFAD), le Rassemblement national pour la démocratie au Tchad (RND) et le RPJ d'Abakar Tollimi). Président : Mahamat Nouri.

- l'UFDD-Fondamentale (issu de l'UFDD, regroupant une part importante des membres du CDR ayant formé l'UFDD). Président : Abdelwahid Aboud Makaye. Elle quitte l'alliance en avril 2008.
- le Front pour le salut de la République  (issu de la CNT). Président : Ahmat Hassaballah Soubiane.
- l'Union des forces pour le changement et la démocratie (UFCD) (formée en mars 2008 par des membres de l'UFDD, principalement du RND, et par des membres du RFC). Président : Adouma Hassaballah. Elle quitte l'alliance en avril 2008.
- l'Union démocratique pour le changement (UDC) (formé par des membres du Rassemblement des forces pour le changement). Président : Abderaman Koulamallah.